# Захарі Бато
Захарі Бато (фр. Zacharie Baton, 20 вересня 1886, Аррас — 21 лютого 1925) — французький футболіст, що грав на позиції воротаря за «Олімпік» (Лілль) та національну збірну Франції.

## Клубна кар'єра
У дорослому футболі дебютував 1905 року виступами за команду «Олімпік» (Лілль), кольори якої і захищав протягом наступних п'яти років. 

## Виступи за збірну
1906 року дебютував в офіційних матчах у складі національної збірної Франції.
Загалом протягом трьох років провів у її формі 4 матчі, пропустивши 19 голів.
Помер 21 лютого 1925 року на 39-му році життя.